# Лісенциці
Лісенциці (пол. Lisięcice, нім. Leisnitz) — село в Польщі, у гміні Глубчиці Глубчицького повіту Опольського воєводства.
Населення — 925 осіб (2011).

## Демографія
Демографічна структура станом на 31 березня 2011 року:
|          | Загалом | Допрацездатний вік | Працездатний вік | Постпрацездатний вік |
| -------- | ------- | ------------------ | ---------------- | -------------------- |
| Чоловіки | 464     | 91                 | 324              | 49                   |
| Жінки    | 461     | 86                 | 271              | 104                  |
| Разом    | 925     | 177                | 595              | 153                  |